# Rivière Cocoumenen
La rivière Cocoumenen est un affluent de la rivière Péribonka, coulant dans le territoire non organisé de Mont-Valin, dans la municipalité régionale de comté (MRC) Le Fjord-du-Saguenay, dans la région administrative de Saguenay–Lac-Saint-Jean, dans la province de Québec, au Canada. Le cours de la rivière Cocoumenen démarque la partie Sud (côté Est) de la réserve de biodiversité projetée du lac Onistagane. Cette rivière est située à la limite Ouest du territoire non organisé du Mont-Valin.
Le bassin versant de la rivière Cocoumenen est accessible par une route forestière secondaire qui se connecte au Sud à la route forestière R0234 laquelle passe à l’Est du lac Péribonka en remontant vers le Nord par la vallée de la rivière à la Carpe. La route R0234 se connecte au Sud à la R0252 laquelle longe la rive Est du lac Péribonka. Quelques routes secondaires desservent la zone pour les besoins de la foresterie et des activités récréotouristiques,,.
La foresterie constitue la principale activité économique du secteur ; les activités récréotouristiques, en second.
La surface de la rivière Cocoumenen est habituellement gelée de la fin novembre au début avril, toutefois la circulation sécuritaire sur la glace se fait généralement de la mi-décembre à la fin mars.

## Géographie
Les principaux bassins versants voisins de la rivière Cocoumenen sont :
- côté Nord : lac Onistagane, rivière Bonnard, rivière Péribonka ;
- côté Est : rivière à la Carpe, rivière Duhamel, ruisseau du Crique, lac Manouane, lac Villenaud ;
- côté Sud : rivière à la Carpe, rivière Péribonka, lac Péribonka ;
- côté Ouest : rivière Péribonka, lac Piraube, lac Maupertuis, rivière Saint-Onge, rivière de l'Épinette Rouge[3].

La rivière Cocoumenen prend sa source à l’embouchure du lac non identifié (longueur : 1,1 km ; altitude : 629 m) dans le territoire non organisé de Mont-Valin. Ce lac est enclavé entre les montagnes ; son embouchure est située à :
- 11,8 km au Nord de l’embouchure de la rivière à la Carpe (confluence avec une baie de la rive Nord-Est du lac Péribonka) ;
- 11,8 km au Sud-Ouest de l’embouchure de la rivière Cocoumenen (confluence avec la rivière Péribonka) ;
- 28,3 km au Sud-Ouest du lac Manouane ;
- 57,5 km au Nord du barrage à l’embouchure du lac Péribonka ;
- 64,9 km au Nord du centre du village de Chute-des-Passes[3],[6].

À partir de sa source, la rivière Cocoumenen coule sur 22 km sur un dénivelé de m entièrement en zone forestière, selon les segments suivants :
Cours supérieur de la rivière Cocoumenen (segment de 10,6 m)
- 5,6 m vers le Sud-Ouest, notamment en traversant sur 0,7 km vers le Sud-Est un lac non identifié (longueur : 1,2 km ; altitude : 531 m) jusqu’à son embouchure ;
- 3,0 m vers le Sud-Est, notamment en traversant sur 1,3 km vers le Sud un lac non identifié (longueur : 1,4 km ; altitude : 514 m) jusqu’à son embouchure ;
- 2,5 m vers le Sud, notamment en traversant un lac non identifié (longueur : 2,0 km formé en deux parties ; altitude : 506 m) sur sa pleine longueur jusqu’à son embouchure ;
- 2,3 m vers l’Est, en coupant la route forestière R0234 et en formant une courbe vers le Sud jusqu’à la rive Est d’un petit lac non identifié ;
- 1,2 m vers le Nord-Ouest, en traversant deux lacs non identifiés (altitude respective : 435 m) jusqu’à son embouchure. Note : Un ruisseau (venant du Sud-Est) draine des lacs de montagne ;
- 6,0 m vers le Nord, jusqu’à la décharge (venant du Sud-Ouest) de lacs non identifiés ;

Cours inférieur de la rivière Cocoumenen (segment de 12,3 m)
- 6,0 m vers le Nord-Est en passant entre deux montagnes dont le sommet atteint 642 m au Nord-Est et 664 m au Sud-Ouest, jusqu’à la décharge (venant du Nord-Est) d’un ruisseau non identifié ;
- 1,7 m vers le Nord-Est en formant un grand S, jusqu’à la décharge (venant du Sud-Ouest) de quelques lacs non identifiés ;
- 1,5 km vers le Nord-Est jusqu’à un rétrécissement de la rivière ;
- 3,1 km vers le Nord-Ouest en traversant un petit plan d’eau formé par l’élargissement de la rivière en début de segment et formant une boucle vers le Nord-Est pour contourner une presqu’île de 0,8 km, jusqu’à son embouchure[3].

La rivière Cocoumenen se déverse dans une courbe de rivière sur la rive Est de la rivière Péribonka, à :
- 5,7 km en amont de l’entrée de la baie dans laquelle se déverse la rivière Saint-Onge ;
- 20,3 km de la confluence de la rivière Péribonka avec le lac Péribonka ;
- 28,3 km à l’Est du lac Piraube ;
- 14,3 km au Sud-Est d’une baie du lac Onistagane ;
- 30,9 km au Sud-Ouest d’une baie du Sud du lac Manouane ;
- 65,1 km au Nord-Ouest de l’embouchure du lac Péribonka ;
- 109,5 km au Nord-Ouest de l’embouchure de la rivière Manouane ;
- 201 km au Nord de l’embouchure de la rivière Péribonka (confluence avec le lac Saint-Jean)[3].

À partir de l’embouchure de la rivière Cocoumenen, le courant descend le cours de la rivière Péribonka sur 265,6 km vers le Sud, traverse le lac Saint-Jean sur 29,3 km vers l’Est, puis emprunte sur 155 km le cours de la rivière Saguenay vers l’Est jusqu'à la hauteur de Tadoussac où il conflue avec le fleuve Saint-Laurent.

## Toponymie
Le toponyme de « rivière Cocoumenen » a été officialisé le 5 décembre 1968 à la Banque des noms de lieux de la Commission de toponymie du Québec.